# Quildaco Bajo
Quildaco Bajo es una localidad costera que pertenece administrativamente a la comuna de Hualaihué, Provincia de Palena, Región de los Lagos, Chile, se encuentra ubicada al sur del Seno de Reloncaví. 
Quidaco o Quilaco en lengua indígena significa agua o estero del quilantal o de las quilas.
La localidad cuenta con la escuela rural Quildaco Bajo
la localidad de Quildaco Bajo fue afectada por los temporales de año 2013
Uno de los oficios más destacados es la construcción de botes y lanchas a través de astilleros artesanales.
Quildaco Bajo se encuentra a 3 kilómetros de La Poza y a 10 kilómetros al sur oeste de Contao por el camino costero, esta última localidad cuenta con el Aeródromo Contao que permite su conectividad aérea con la capital regional, Puerto Montt.